# Winchester '73
Winchester '73 és una pel·lícula de western dirigida per Anthony Mann l'any 1950. És protagonitzada per James Stewart, en la primera de cinc col·laboracions entre Stewart i el director. En ella també apareixen, amb papers primerencs, els que després serien famosos actors Rock Hudson, Tony Curtis i James Best. Està doblada al català.

## Argument

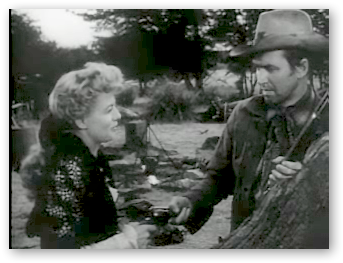
Shelley Winters i James Stewart a la pel·lícula

Dos genets, Lin McAdam (James Stewart) i el seu amic 'High Spade' (Millard Mitchell) arriben a la ciutat de Dodge City (Kansas) perseguint 'Dutch Henry' Brown (Stephen McNally), en la qual el famós xèrif Wyatt Earp (Will Geer) manté la pau amb mà ferma, per la qual cosa McAdam no pot fer gran cosa. A més, és 4 de juliol, el Dia de la Independència dels EUA, i la gent s'aplega entorn del premi del concurs de tret, un rifle únic: el Winchester '73. Lin McAdam, un dels perseguidors, triomfa en el concurs i aconsegueix el rifle, però el seu contrincant, 'Dutch Henry' Brown, l'hi roba i fuig del poble. El rifle passa a les mans d'un traficant d'armes, després a un cap indi i més tard a un malfactor. Mentrestant, McAdam no cessarà en la seva persecució.

## Repartiment

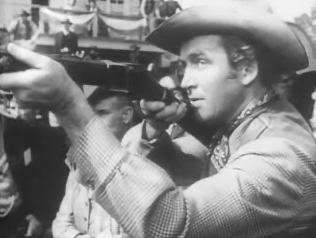
James Stewart en una seqüència de la pel·lícula

- James Stewart: Lin McAdam
- Shelley Winters: Lola Manners
- Dan Duryea: Waco Johnnie Dean
- Stephen McNally: 'Dutch Henry' Brown
- Millard Mitchell: 'High Spade' Frankie Wilson
- Charles Drake: Steve Miller
- John McIntire: Joe Lamont
- Will Geer: Wyatt Earp
- Jay C. Flippen: Sargento Wilkes
- Rock Hudson: Young Bull
- Tony Curtis: Doan
- James Best: Crator